# Larcasia akagiae
Larcasia akagiae là một loài trong họ Goeridae. Chúng phân bố ở miền Cổ bắc.